# Телепатия
Телепатията (на гръцки: τηλε, означаващо „далечно разстояние“; и на гръцки: πάθεια „чувство“) е парапсихологическо явление – пренасяне на мисли и чувства между хора на далечни разстояния без използването на технически средства. Нарича се още четене на мисли. Според дефиниция, дадена от парапсихолога Светослав Иванов: Телепатията е (пара)психичен процес на екстрасензорното енергоинформационно възприятие и въздействие, при който едно живо същество предава и/или приема от/на друго информация за своя психичен и биологичен живот – емоции, усещания, представи, мисли, метаболизъм, здравословно състояние и др.
Терминът е вкаран в употреба през 1882 г. от Фредерик Майерс – основател на Обществото за психически изследвания. Смятана за форма на възприятие или аномална познавателна способност, телепатията често се свързва с други паранормални явления като предчувствията, телеестезията (ясновидството) и психокинезата.
"Още от средата на ХІХ в. в Русия след наблюдения върху т.нар. „месмеризъм“ (внушение, хипноза) и спиритизъм, научен интерес към телепатията проявяват химикът А. Бутлеров и физиологът Иван Сеченов, а впоследствие и проф. Ю. Охорович. В началото на ХХ в. сериозни научни разработки и проучвания на човешката телепатия правят акад. Владимир Бехтерев, акад. И. Павлов, акад. П. Лазарев. А в областта на животинската телепатия – В. Дуров, И. Б. Кажински. През 30-те години проф. С. Турлигин и проф. Василиев продължават задълбоченото изучаване на телепатичните прояви. Тук спадат и разработките на Третия Райх в областта на телепатичното внушение. Все пак най-големи постижения в телепатията имат разработките на акад. Е. Закладний, акад. В. Кандиба, акад. Кобзарев, акад. Гуляев. В България Петър Дънов пръв се заема с наблюдения в областта на телепатията. Идеите му продължава неговият ученик д-р Добран Гарвалов (психиатър); след него – проф. д-р Никола Шипковенски (психиатър) и д-р Георги Лозанов (психиатър), застанал начело на Института по сугестология и парапсихология." (Светослав Иванов)

## Телепатията в литературата, киното и телевизията
Телепатията е основна тема на много научнофантастични романи и филми.
- В научнофантастичния сериал „Вавилон 5“ съществуват милиони регистрирани на Земята телепати, обединени в организация, наречена Психокорпус. Телепатията е широко разпространена и сред другите извънземни цивилизации от сериала. Всички представители на извънземната раса ворлони притежават телепатични способности.
- Във филма „Междузвездни войни“ джедаите контактуват помежду си с помощта на телепатия
- В романа от 1956 г. „Време за звездите“ от Робърт Хайнлайн телепатията се осъществява само между близнаци.
- В книгата „Мирисът на мислите“ от Робърт Шекли телепатия притежават животните от друга планета.
- Във филма „Какво искат жените“ героят на Мел Гибсън „чува“ мислите на жените.

## Научен анализ
За телепатията и други парапсихологични явления липсват научни доказателства. Известният полски писател Станислав Лем дава следния аргумент против телепатията:
| „ | …броят на хората, които са видели, чули или преживели „телепатично явление“ клони към нула в сравнение с броя „експерименти“ на съвременната еволюция, откак съществуват видовете, в продължение на милиарди години. И ако на еволюцията не се е отдало на натрупа телепатични признаци, то това означава, че не е имало какво да се натрупа. | “ |